# Faidu
Pour les articles homonymes, voir Faido.
Faidu en basque ou Faido en espagnol est une commune ou une contrée appartenant à la municipalité de Peñacerrada dans la province d'Alava, situé dans la Communauté autonome basque en Espagne.